# Archivero judicial
El archivero judicial es un funcionario público perteneciente al Poder Judicial de Chile que tiene el carácter de ministro de fe pública y está encargado de custodiar los expedientes civiles, criminales y arbitrales, libros copiadores de sentencias y protocolos de escrituras públicas otorgadas en el territorio jurisdiccional respectivo, junto con dar a las partes interesadas los testimonios que de ello pidieren.

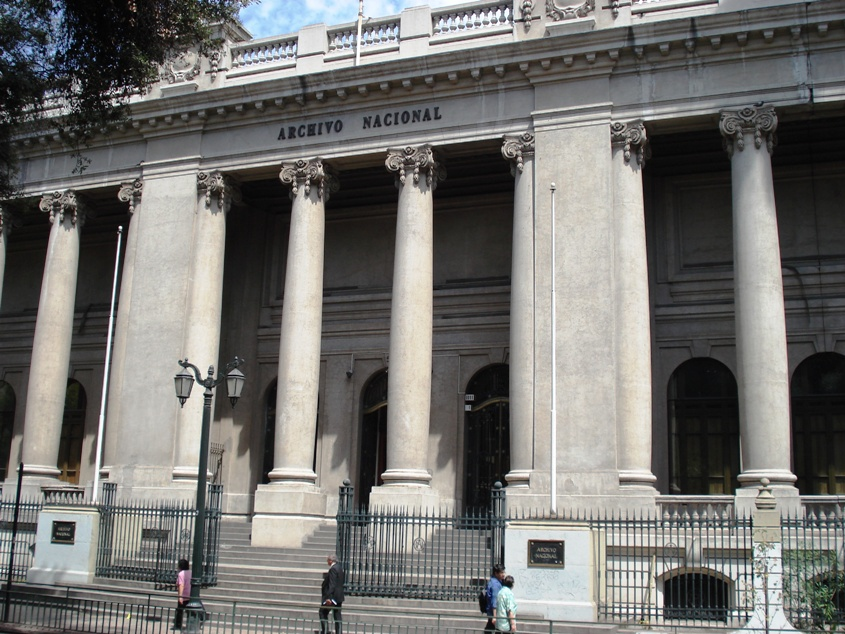
Después de 80 años todo registro es trasladado al Archivo Nacional.

Los notarios deben entregar al archivero judicial correspondiente los protocolos que mantuvieren a su cargo y que tengan más de un año desde su fecha de cierre, junto con los índices de las escrituras públicas que tengan más de 10 años. Luego, transcurridos 80 años, todo registro es trasladado desde el archivo judicial al Archivo Nacional, excepto los registros de las regiones extremas (Arica y Parinacota, Tarapacá, Antofagasta, Aysén y Magallanes), que deben ingresar al transcurrir 30 años.

## Historia
Los archivos judiciales se establecieron por primera vez el 15 de octubre de 1875, fecha en que se publica la ley que pone en funcionamiento los archivos judiciales de Santiago y Valparaíso, colocándose bajo la dependencia de éstos los documentos que hasta ese entonces se conservaban en las notarías públicas.

## Archiveros judiciales de Chile
En la actualidad existen poco más de 100 archiveros judiciales a lo largo de todo Chile:
|     | Archivero judicial       | Territorio jurisdiccional |
| --- | ------------------------ | --- |
| 1   | Arica                    | Región de Arica y Parinacota |
| 2   | Iquique                  | Provincia de Iquique |
| 3   | Pozo Almonte             | Provincia del Tamarugal |
| 4   | Antofagasta              | Antofagasta, Mejillones y Sierra Gorda |
| 5   | Taltal                   | Taltal |
| 6   | Tocopilla                | Tocopilla |
| 7   | Calama                   | Provincia de El Loa |
| 8   | Diego de Almagro         | Diego de Almagro |
| 9   | Copiapó                  | Copiapó y Tierra Amarilla |
| 10  | Caldera                  | Caldera |
| 11  | Vallenar                 | Vallenar y Alto del Carmen |
| 12  | Freirina                 | Freirina y Huasco |
| 13  | La Serena                | La Serena y La Higuera |
| 14  | Coquimbo                 | Coquimbo |
| 15  | Vicuña                   | Vicuña y Paiguano |
| 16  | Andacollo                | Andacollo |
| 17  | Ovalle                   | Ovalle, Río Hurtado y Punitaqui |
| 18  | Combarbalá               | Combarbalá |
| 19  | Illapel                  | Illapel y Salamanca |
| 20  | Los Vilos                | Los Vilos y Canela |
| 21  | Valparaíso               | Valparaíso y Juan Fernández |
| 22  | Viña del Mar             | Viña del Mar y Concón |
| 23  | Quillota                 | Provincia de Quillota |
| 24  | Los Andes                | Provincia de Los Andes |
| 25  | San Antonio              | Provincia de San Antonio |
| 26  | Santiago                 | Provincia de Santiago con exclusión de las comunas de San Miguel, Lo Espejo, San Joaquín, La Cisterna, San Ramón, El Bosque, La Pintana, La Granja y Pedro Aguirre Cerda |
| 27  | San Miguel               | San Miguel, Lo Espejo, San Joaquín, La Cisterna, San Ramón, El Bosque, La Pintana, La Granja y Pedro Aguirre Cerda                                                       |
| 28  | Puente Alto              | Provincia de Cordillera |
| 29  | San Bernardo             | San Bernardo y Calera de Tango |
| 30  | Buin                     | Buin y Paine |
| 31  | Talagante                | Talagante, Isla de Maipo y El Monte |
| 32  | Peñaflor                 | Peñaflor y Padre Hurtado |
| 33  | Melipilla                | Provincia de Melipilla |
| 34  | Rancagua                 | Rancagua, Mostazal, Doñihue, Machalí, Olivar, Coltauco, Codegua, Coinco y Graneros                                                                                       |
| 35  | Rengo                    | Rengo, Requínoa, Malloa y Quinta de Tilcoco |
| 36  | San Vicente              | San Vicente y Pichidegua |
| 37  | San Fernando             | San Fernando, Placilla, Nancagua y Chimbarongo |
| 38  | Santa Cruz               | Santa Cruz |
| 39  | Pichilemu                | Pichilemu |
| 40  | Peralillo                | Peralillo, Marchigüe, Palmilla, Pumanque y Paredones |
| 41  | Litueche                 | Litueche, Navidad y La Estrella |
| 42  | Curicó                   | Curicó, Teno, Romeral, Rauco, Licantén, Hualañé y Vichuquén |
| 43  | Molina                   | Molina y Sagrada Familia |
| 44  | Talca                    | Provincia de Talca con exclusión de las comunas de Constitución, Curepto y Empedrado                                                                                     |
| 45  | Constitución             | Constitución, Curepto y Empedrado |
| 46  | Linares                  | Linares, Yerbas Buenas, Colbún y Longaví |
| 47  | Parral                   | Parral y Retiro |
| 48  | San Javier               | San Javier y Villa Alegre |
| 49  | Cauquenes                | Cauquenes |
| 50  | Chanco                   | Chanco y Pelluhue |
| 51  | Chillán                  | Chillán, Pinto y Coihueco |
| 52  | San Carlos               | San Carlos, Ñiquén, San Fabián y San Nicolás |
| 53  | Yungay                   | Yungay, Pemuco, El Carmen y Tucapel |
| 54  | Quirihue                 | Quirihue, Ninhue, Portezuelo, Treguaco y Cobquecura |
| 55  | Coelemu                  | Coelemu y Ránquil |
| 56  | Bulnes                   | Bulnes, Quillón y San Ignacio |
| 57  | Concepción               | Concepción, Penco, Chiguayante, San Pedro de la Paz |
| 58  | Talcahuano               | Talcahuano y Hualpén |
| 59  | Tomé                     | Tomé |
| 60  | Florida                  | Florida y Santa Juana |
| 61  | Lota                     | Lota |
| 62  | Coronel                  | Coronel |
| 63  | Los Ángeles              | Los Ángeles, Antuco, Quilleco, Santa Bárbara, Alto Biobío, Mulchén y Quilaco                                                                                             |
| 64  | Nacimiento               | Nacimiento y Negrete |
| 65  | Laja                     | Laja, San Rosendo y Yumbel |
| 66  | Cabrero                  | Cabrero |
| 67  | Lebu                     | Lebu y Los Álamos |
| 68  | Arauco                   | Arauco y Curanilahue |
| 69  | Cañete                   | Cañete, Contulmo y Tirúa |
| 70  | Angol                    | Angol y Renaico |
| 71  | Collipulli               | Collipulli y Ercilla |
| 72  | Curacautín               | Curacautín y Lonquimay |
| 73  | Victoria                 | Victoria |
| 74  | Traiguén                 | Traiguén y Lumaco |
| 75  | Purén                    | Purén y Los Sauces |
| 76  | Temuco                   | Temuco, Vilcún, Cunco, Freire, Padre Las Casas y Melipeuco |
| 77  | Lautaro                  | Lautaro, Galvarino y Perquenco |
| 78  | Villarrica               | Villarrica |
| 79  | Pitrufquén               | Pitrufquén y Gorbea |
| 80  | Toltén                   | Toltén |
| 81  | Loncoche                 | Loncoche |
| 82  | Carahue                  | Carahue y Puerto Saavedra |
| 83  | Nueva Imperial           | Nueva Imperial, Teodoro Schmidt y Cholchol |
| 84  | Pucón                    | Pucón y Curarrehue |
| 85  | Valdivia                 | Valdivia y Corral |
| 86  | San José de la Mariquina | San José de la Mariquina, Máfil, Lanco, Los Lagos y Futrono |
| 87  | Panguipulli              | Panguipulli |
| 88  | Paillaco                 | Paillaco |
| 89  | La Unión                 | La Unión |
| 90  | Río Bueno                | Río Bueno y Lago Ranco |
| 91  | Osorno                   | Provincia de Osorno |
| 92  | Puerto Montt             | Puerto Montt y Cochamó |
| 93  | Puerto Varas             | Puerto Varas, Llanquihue, Frutillar y Fresia |
| 94  | Hornopirén               | Hornopirén |
| 95  | Calbuco                  | Calbuco, Maullín y Los Muermos |
| 96  | Castro                   | Provincia de Chiloé |
| 97  | Futaleufú                | Futaleufú, Palena y Chaitén |
| 98  | Coyhaique                | Coyhaique y Río Ibáñez |
| 99  | Puerto Aysén             | Puerto Aysén y Guaitecas |
| 100 | Puerto Cisnes            | Puerto Cisnes y Lago Verde |
| 101 | Chile Chico              | Chile Chico |
| 102 | Cochrane                 | Provincia Capitán Prat |
| 103 | Punta Arenas             | Región de Magallanes y de la Antártica Chilena |